# Liste der Kulturdenkmäler in Willmenrod
In der Liste der Kulturdenkmäler in Willmenrod sind alle Kulturdenkmäler der rheinland-pfälzischen Ortsgemeinde Willmenrod aufgeführt. Grundlage ist die Denkmalliste des Landes Rheinland-Pfalz (Stand: 21. Dezember 2021).

## Einzeldenkmäler
| Bezeichnung              | Lage                 | Baujahr                    | Beschreibung | Bild                           |
| ------------------------ | -------------------- | -------------------------- | --- | ------------------------------ |
| Pfarrhof                 | Bergstraße 5 Lage    | 18. Jahrhundert            | Wirtschaftsgebäude des ehemaligen Pfarrhofs; Fachwerkscheune, 18. Jahrhundert; Basaltscheune, Fachwerkgiebel, erste Hälfte des 18. Jahrhunderts, nordwestlich der Kirche | weitere Bilder Fotos hochladen |
| Quereinhaus              | Bornstraße 5 Lage    | Mitte des 18. Jahrhunderts | Fachwerk-Quereinhaus, teilweise massiv, wohl aus der Mitte des 18. Jahrhunderts, Backsteinausmauerung wohl aus dem 20. Jahrhundert                                       | Fotos hochladen                |
| Quereinhaus              | Bornstraße 11 Lage   | 18. Jahrhunderts           | Fachwerk-Quereinhaus, teilweise verkleidet, wohl aus dem 18. Jahrhundert                                                                                                 | Fotos hochladen                |
| Evangelische Pfarrkirche | Brückenstraße Lage   |                            | im Kern spätromanischer Westturm, Schiff 1894 | weitere Bilder Fotos hochladen |
| Kriegerdenkmal           | Brückenstraße Lage   |                            | Kriegerdenkmal 1914/18, unterhalb der Pfarrkirche | weitere Bilder Fotos hochladen |
| Schulhaus                | Brückenstraße 4 Lage | um 1930                    | ehemalige Schule; Putzbau, um 1930 | Fotos hochladen                |